# Andreas Brunner (Jurist)
Andreas B. Brunner (* 1949 in Zürich; heimatberechtigt in Zürich, Kilchberg ZH und Ganterschwil) ist ein Schweizer Jurist. Er war von 2005 bis 2014 der Leitende Oberstaatsanwalt des Kantons Zürich.

## Leben
Der Sohn eines Juristen wuchs in Zürich und Uitikon auf und studierte Rechtswissenschaft an den Universitäten Lausanne und Zürich. Nach dem Lizenziat arbeitete er als PR-Berater. 1978 promovierte er bei Manfred Rehbinder an der Universität Zürich. 1979 trat er als Bezirksanwalt in den Dienst der Zürcher Erwachsenenstrafverfolgung. 1990 wurde er Staatsanwalt, 2000 Mitglied der Geschäftsleitung. Anfang 2005 übernahm er das damals im Zuge der Reorganisation der Strafverfolgungsbehörden neu geschaffene Amt des Leitenden Oberstaatsanwaltes und ersetzte Hansruedi Müller, der die Untersuchungs- und Anklagebehörden als 1. Staatsanwalt geleitet hatte. Ende Februar 2014 trat Brunner in den Ruhestand, auf ihn folgte Beat Oppliger. Brunner war Präsident der Konferenz der Strafverfolgungsbehörden der Schweiz (KSBS) (neuer Name Schweizerische Staatsanwälte-Konferenz (SSK)), auf ihn folgte Mitte Januar 2014 Rolf Grädel.
Brunner war von 1986 bis 1994 als Parteiloser Mitglied des Gemeinderates von Kilchberg ZH. Er war von 2000 bis 2006 Mitglied im Stiftungsrat der Stiftung Zürcher Kinder- und Jugendheime, davon von 2005 bis 2006 als Präsident. Seit 2009 ist er Vizepräsident der Stiftung Kinder und Gewalt.
Brunner war Major der Schweizer Armee. Er ist Vater zweier Kinder, darunter die Dramatikerin Katja Brunner, und wohnt in Zürich. Er schrieb von 2015 bis 2019 die monatliche Kolumne «Tatort.ch» in der SonntagsZeitung über Themen des Strafrechts.